# Марія Обрембська-Штібер
Марія Обрембська-Штібер, також Марія Обрембська (14 лютого 1904, Печера — 9 жовтня 1995, Лодзь, Польща) — польський графік, художниця і педагог. Учасниця Олімпійського конкурсу з мистецтва та літератури 1932 року.

## Біографія
Народилася на Поділлі. Її батьками були Антоній і Марія, уроджена Голайська. Мала старшу сестру Антоніну Обрембська-Яблонську мовознавицю, та молодшого брата Юзефа, який став соціологом. З 1911 року жила у Варшаві, де 1922 року закінчила восьмирічну гімназію Ядвіги Ковальчиківни та Ядвіги Явурківни. У 1923—1931 роках навчалася в Школі красних мистецтв у Варшаві у графічній майстерні Владислава Скочиляса та живописній майстерні Тадеуша Прушковського та Мечислава Котарбінського. Навчалася, серед інших з братами Зайденбойтель.
Її роботи «Горець» і «Купальня» були представлені в рамках Олімпійського конкурсу мистецтва та літератури під час Олімпійських ігор 1932 року в Лос-Анджелесі. У 1934 році вона мала спільну виставку з Аніелою Цукер у філії Інституту пропаганди мистецтва в Лодзі (до 1939 року індивідуальні виставки графічних дизайнерів були рідкістю, хоча їхні роботи були представлені у великій кількості на групових виставках; подвійні виставки були винятком). У 1937 році роботи Обрембської були представлені на Всесвітній виставці у Парижі, де були відзначені двома срібними та однією бронзовою медалями. Брала участь у конкурсі на дизайн інтер'єру польського павільйону на Всесвітній виставці в Нью-Йорку (1939), в якому отримала 4 премію.

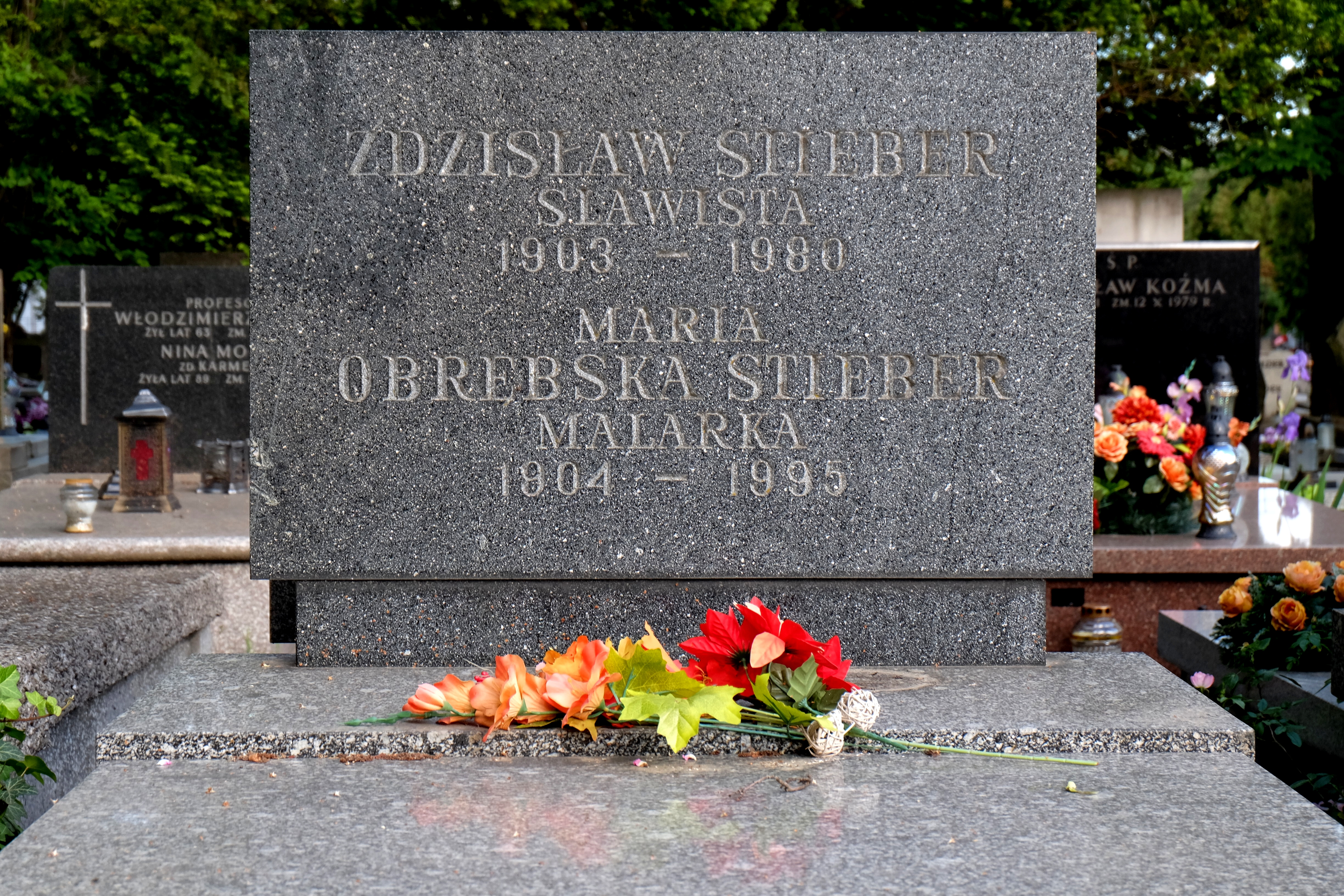
Могила Марії Обрембської-Штібер та її чоловіка Здзіслава Штібера на військовому кладовищі Повонзкі у Варшаві

У другій половині 1930-х років вийшла заміж за мовознавця Здзіслава Штібера.
Обрембська-Штібер належала до Асоціації польських художників-графіків «Ryt», а також була членом, зокрема, Профспілки польських образотворчих митців. Її статті публікувалися в журналі «Аркадія». У 1938—1939 роках читала лекції у Львівському інституті образотворчого мистецтва. У 1939 році, після початку Другої світової війни, приймала братів Зайденбойтель, коли вони тікали з фронту. Після війни заснувала та керувала відділенням друку на тканині на текстильному факультеті коледжу образотворчих мистецтв у Лодзі. У 1957 році стала доцентом. У її студії навчалася, серед інших Аліція Вишогродська. 
Роботи Обрембської-Штібер можна знайти у Національному музеї у Варшаві.
Похована на Повонзькому військовому кладовищі, ділянка B39, ряд 1, могила 3.

## Вибрані виставки
- 1932: Олімпійський конкурс мистецтва та письма, Лос-Анджелес[2],
- 1934: виставка з Аніелою Цукер, філія Інституту пропаганди мистецтва в Лодзі[6],
- 1937: Les Femmes Artistes d'Europe, Musee du Jeu du Paume, Париж[11],
- 1939: виставка сучасних львівських художників, Інститут художньої пропаганди, Варшава[12],
- 1952: 1-ша Національна виставка внутрішньої архітектури та декоративного мистецтва, Захента, Варшава[8],
- 2015: Множинність в єдності. Техніка літографії та плоского друку в Польщі після 1900 року, Окружний музей імені Леона Вичулковського у Бидгощі[13].